# Lissonota alpivagator
Lissonota alpivagator är en stekelart som beskrevs av Aubert 1976. Lissonota alpivagator ingår i släktet Lissonota och familjen brokparasitsteklar. Inga underarter finns listade i Catalogue of Life.